# Oberleitungsbus Prag
Der Oberleitungsbus Prag (tschechisch Trolejbus v Praze) ist das Oberleitungsbus-System der tschechischen Hauptstadt Prag. Es wird von den städtischen Verkehrsbetrieben Dopravní podnik hlavního města Prahy (DPP) betrieben und gehört neben der U-Bahn, der Straßenbahn und den Autobussen zum ÖPNV der Stadt. Nachdem es bereits von 1936 bis 1972 erstmals Oberleitungsbusse in Prag gab, wurde 2017 ein neuer Betrieb eingeführt.

## Geschichte

### Erstes System (1936–1972)
Der erste Oberleitungsbusbetrieb wurde am 28. August 1936 mit der Linie K zwischen Střešovice und der Kirche sv. Matěje in Dejvice aufgenommen und erstreckte sich in den folgenden Jahrzehnten über große Teile der Stadt. In der Nacht zum 16. Oktober 1972 wurde er eingestellt.

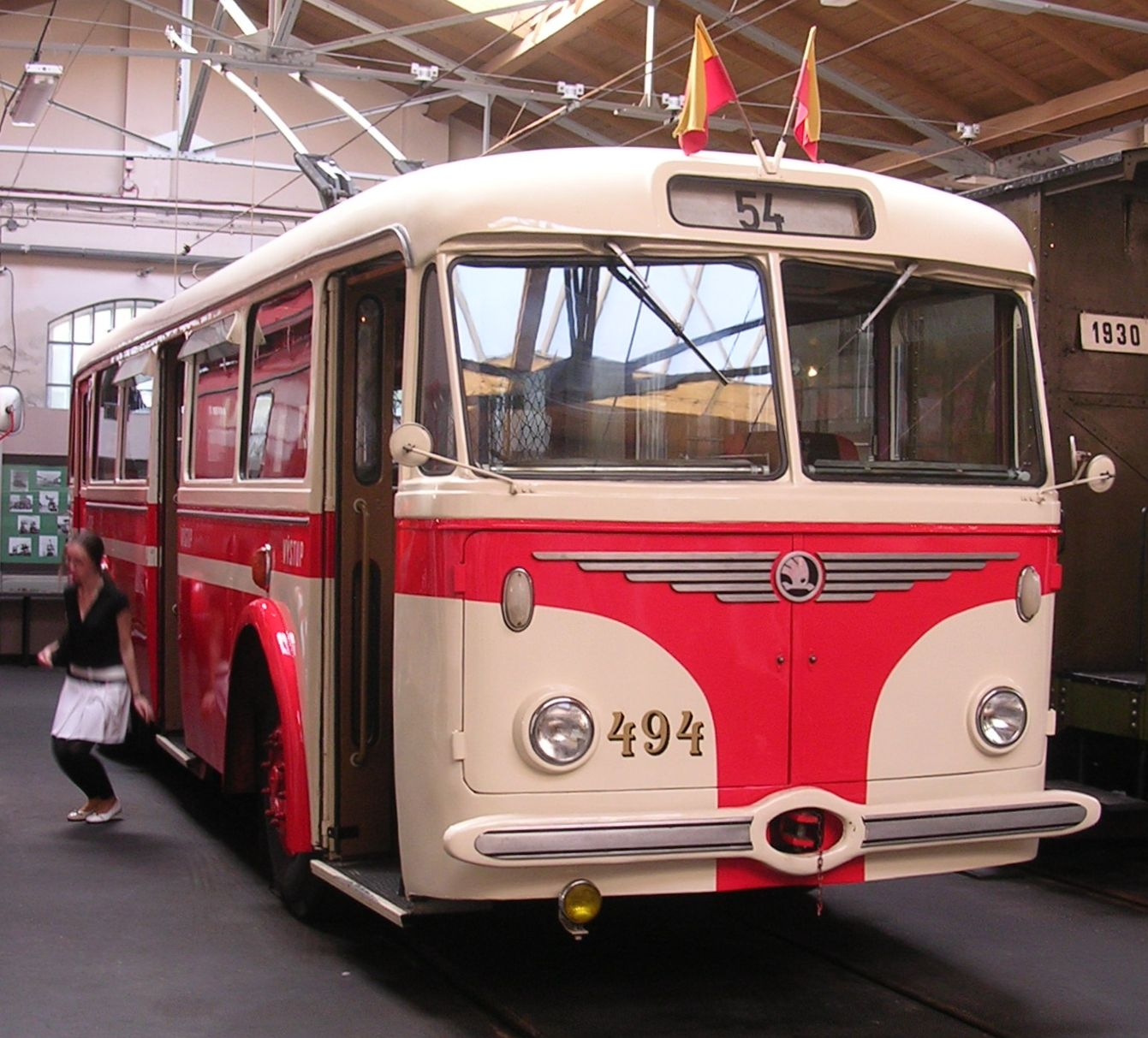
Historischer Škoda-Trolleybus im Verkehrsmuseum
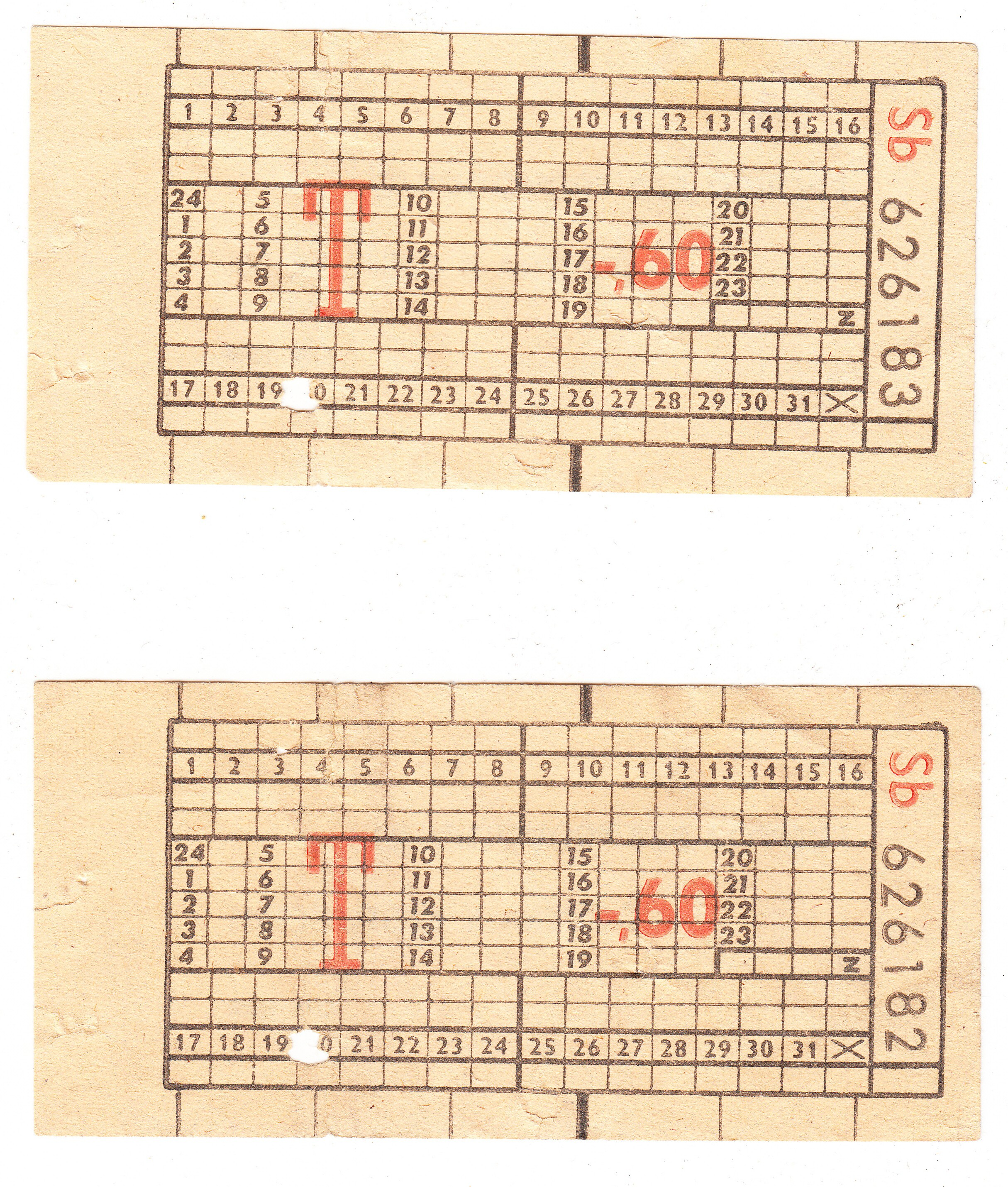
Trolleybus-Fahrscheine aus den 1960er Jahren

### Zweites System (seit 2017)

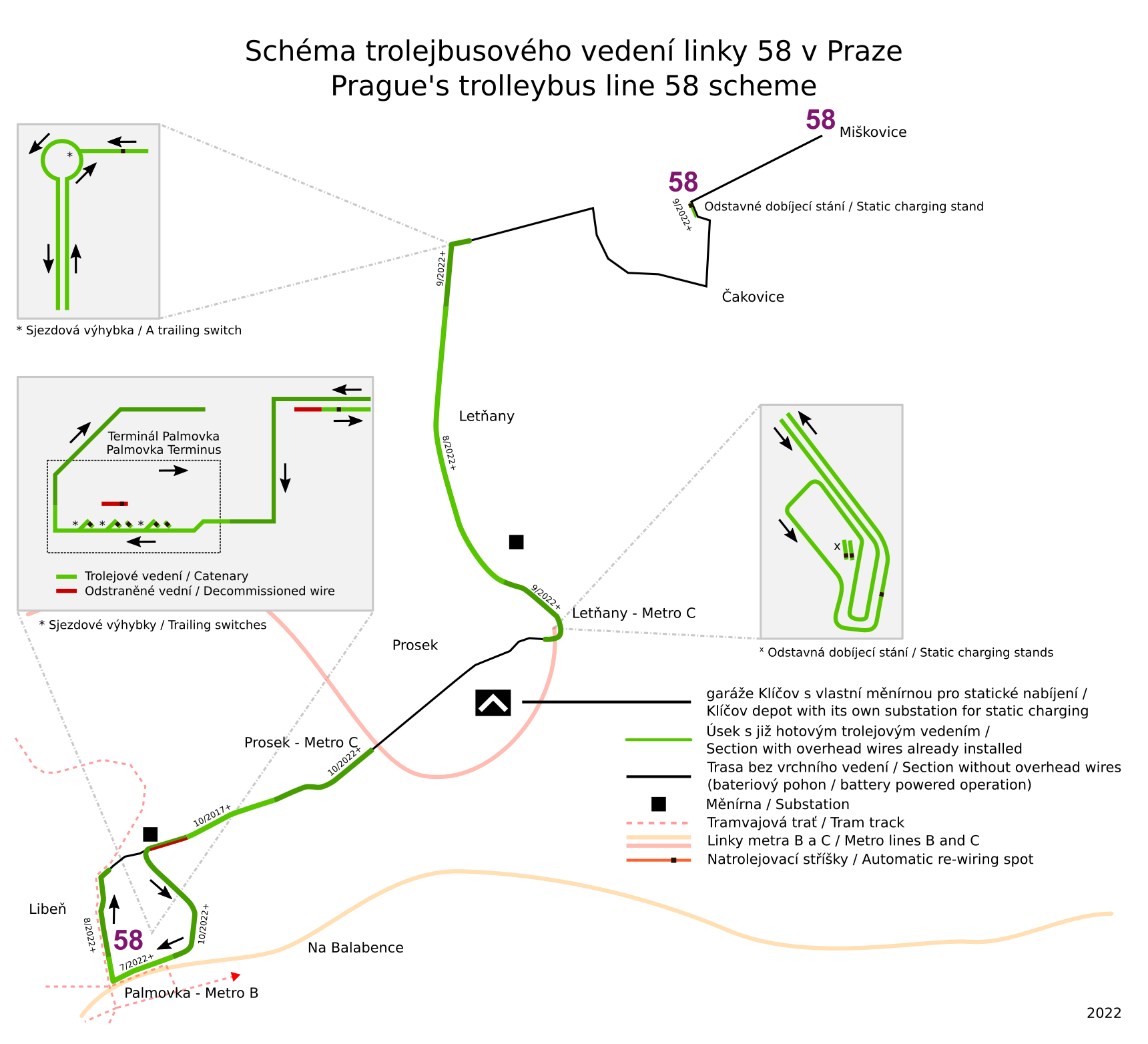
Streckenplan der Linie 58

2017 wurden erneut Oberleitungsbusse eingeführt. Anders als bei klassischen Netzen werden die Linien aber nur noch teilweise elektrifiziert, auf den Abschnitten ohne Oberleitung fahren die Wagen mit, per In-Motion-Charging geladenen, Batterien.
Ab dem 17. Oktober 2017 wurde ein Testbetrieb meist ohne Fahrgäste aufgenommen, ab dem 1. Juli 2018 folgte ein regelmäßiger Betrieb auf der Linie 58 zwischen Palmovka und Letňany, allerdings zunächst nur samstags und mit nur einem Fahrzeug. Der parallele Betrieb der Autobuslinie 140 wurde weitergeführt. Dieser Betrieb der Linie 58 wurde mit Beginn der COVID-19-Pandemie in Tschechien aufgegeben, aber im Dezember 2022 wieder aufgenommen. Seit 1. Februar 2024 hat die O-Buslinie 58 die Autobuslinie 140 Palmovka – Miškovice vollständig ersetzt.
Am 6. März 2024 wurde die Oberleitungsbuslinie 59 zwischen Veleslavín und dem Flughafen Václav Havel, welche die bisher verkehrende Autobuslinie 119 ersetzt, in Betrieb genommen.
Die Umstellung von weiteren Autobuslinien ist geplant: die Linien 131, 137, 176, 191 und 201 sollen teilweise mit Oberleitungen ausgestattet werden. Das Projekt mit den Linien 131, 137, 176 und 191 wurde im Juni 2020 vom Prager Stadtrat beschlossen und soll bis 2025 bzw. 2026 (Linie 191) umgesetzt sein.

## Linien
Folgende Autobuslinien sollen in Oberleitungsbuslinien umgewandelt werden:
| Linie                              | ehem. Autobus- Liniennr.      | Linienweg                                          | Länge                         | Elektrifizierungsgrad         | Eröffnung                     |
| in Betrieb befindliche Linien      | in Betrieb befindliche Linien | in Betrieb befindliche Linien                      | in Betrieb befindliche Linien | in Betrieb befindliche Linien | in Betrieb befindliche Linien |
| ---------------------------------- | ----------------------------- | -------------------------------------------------- | ----------------------------- | ----------------------------- | ----------------------------- |
| 58                                 | 140                           | Palmovka – Letňany – Miškovice                     |                               | 40 % (7,8 km)                 | 1. Juli 2018 1. Februar 2024  |
| 59                                 | 119                           | Veleslavín – Flughafen Václav Havel                | 19 km                         | 58 % (11 km)                  | 6. März 2024                  |
| geplante/im Bau befindliche Linien |                               |                                                    |                               |                               |                               |
| 51                                 | 131                           | Bořislavka – Hradčanská                            |                               | 61 % (3,8 km)                 | ca. 2025                      |
| 52                                 | 137                           | Na Knížecí – U Waltrovky                           |                               | 95 % (3,2 km)                 | ca. 2025                      |
| 53                                 | 176                           | Stadion Strahov – Karlovo náměstí                  |                               | 71 % (4 km)                   | ca. 2025                      |
|                                    | 191                           | Na Knížecí – Ciolkovského – Flughafen Václav Havel |                               | 55 % (15,3 km)                | ca. 2026                      |
|                                    | 201                           | Nadraží Holešovice – Letňany – Černy Most          |                               | 58 %                          |                               |

## Fahrzeuge
Auf der Teststrecke wurden mehrere Fahrzeuge verschiedener Hersteller getestet:
- Von Dezember 2017 bis Mai 2018 war ein Wagen des Typs SOR TNB 12 des tschechischen Herstellers SOR Libchavy im Einsatz.[15]
- Beim Škoda 30Tr SOR handelt es sich um den ersten Oberleitungsbus des Herstellers Škoda mit Batterieantrieb, um Fahrten unabhängig von der Oberleitung durchführen zu können. Der zunächst bis April 2019 gültige Mietvertrag wurde um ein halbes Jahr bis Ende November 2019 verlängert.[16]

Die Verkehrsbetriebe DPP haben folgende O-Busse bestellt:
- Für die Linie 58 werden 15 Gelenk-O-Busse vom Typ SOR TNS 18 des Herstellers SOR Libchavy beschafft. Der Batteriebetrieb muss dabei ohne Nachladen für mindestens 12 km möglich sein. Die Lebensdauer der Batterie muss mindestens für 60 Monate oder 280 000 km garantiert werden.[17]
- Für die Linie 119 in Richtung Flughafen werden 20 Doppelgelenk-O-Busse vom Typ Solaris Trollino 24 des Herstellers Solaris beschafft. Die Mindestreichweite im Batteriebetrieb muss 11 km betragen.[18] Die Fahrzeuge werden seit der Inbetriebnahme der Linie 59 planmäßig eingesetzt und ersetzen dort Gelenkbusse des Typs SOR NB 18.[8]

Für die Linien 131, 137, 176 und 191 sollen 56 O-Busse beschafft werden.
Eine Ausschreibung zum Kauf von bis zu 70 Oberleitungsbussen läuft seit Herbst 2022. Die Fahrzeuge müssen einen Hilfsantrieb in Form eines Elektroantriebs besitzen. Dabei wird bei Betrieb außerhalb der Oberleitung eine Reichweite von 15 km auch bei vollbesetzten Fahrzeugen verlangt. Am 27. April 2023 wurde bekanntgegeben, dass der türkische Hersteller Bozankaya, welches O-Busse vom Typ SNG T12, deren elektrische Ausrüstung von Cegelec gebaut werden sollte, die Ausschreibung gewonnen hat, allerdings wurde die Entscheidung nach einer Beschwerde von Škoda, welches O-Busse vom Typ 32Tr angeboten hatte, zurückgezogen, wobei nach einer weiteren Überprüfung der Angebote Bozankaya am 30. Oktober 2023 nochmals als Gewinner der Ausschreibung bekanntgegeben wurde. Nachdem Škoda eine anschließend zunächst eingereichte Klage wieder zurückgezogen hatte, wurde die Vereinbarung zur Lieferung der O-Busse im April 2024 unterzeichnet werden. Im September 2024 wurde die ursprüngliche Entscheidung annulliert. Im Januar 2025 wurde Bozankaya wieder als Gewinner der Ausschreibung bestätigt, wobei die elektrische Ausstattung nun durch das polnische Unternehmen Medway gebaut werden sollte, da die tschechische Division von Cegelec zwischenzeitlich von Škoda übernommen wurde. Der Auftrag hat einen Gesamtwert von rund 1,1 Milliarden Tschechischen Kronen, wobei die Auslieferung der Fahrzeuge innerhalb der folgenden fünf Jahre erfolgen soll.

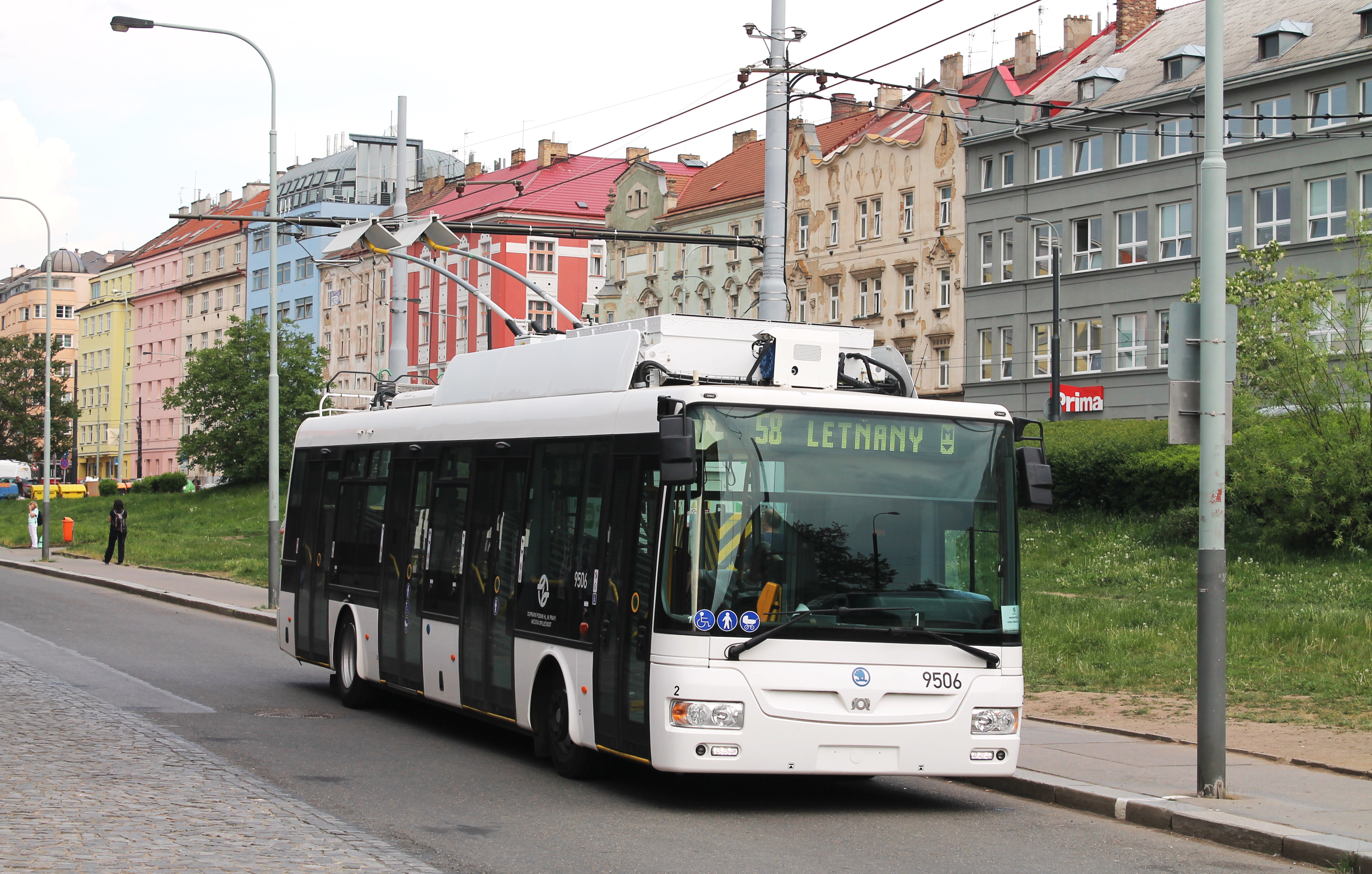
Oberleitungsbus in Libeň
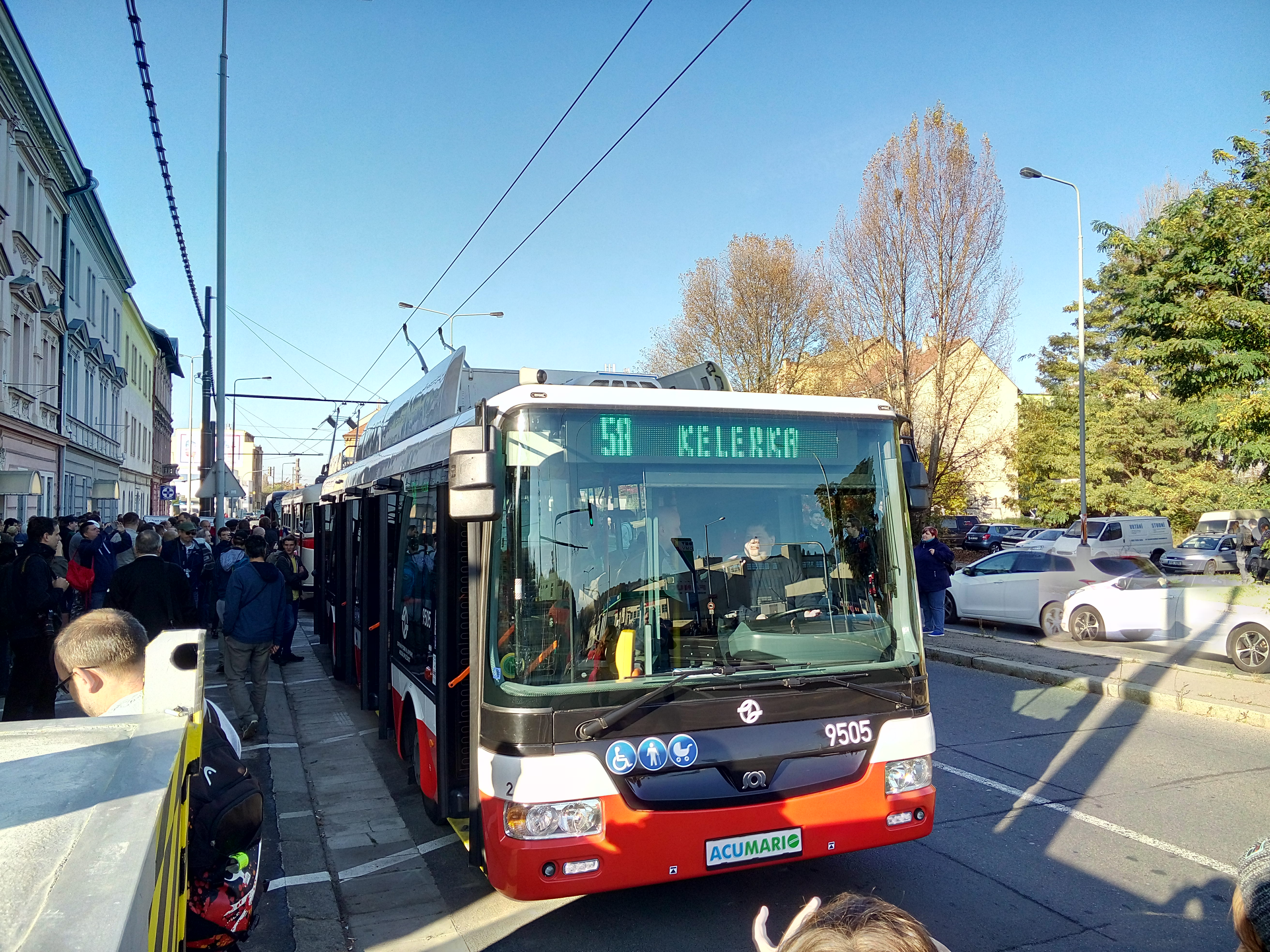
Obus des Typs SOR TNB 12 bei der Eröffnung der Teststrecke am 15. Oktober 2017
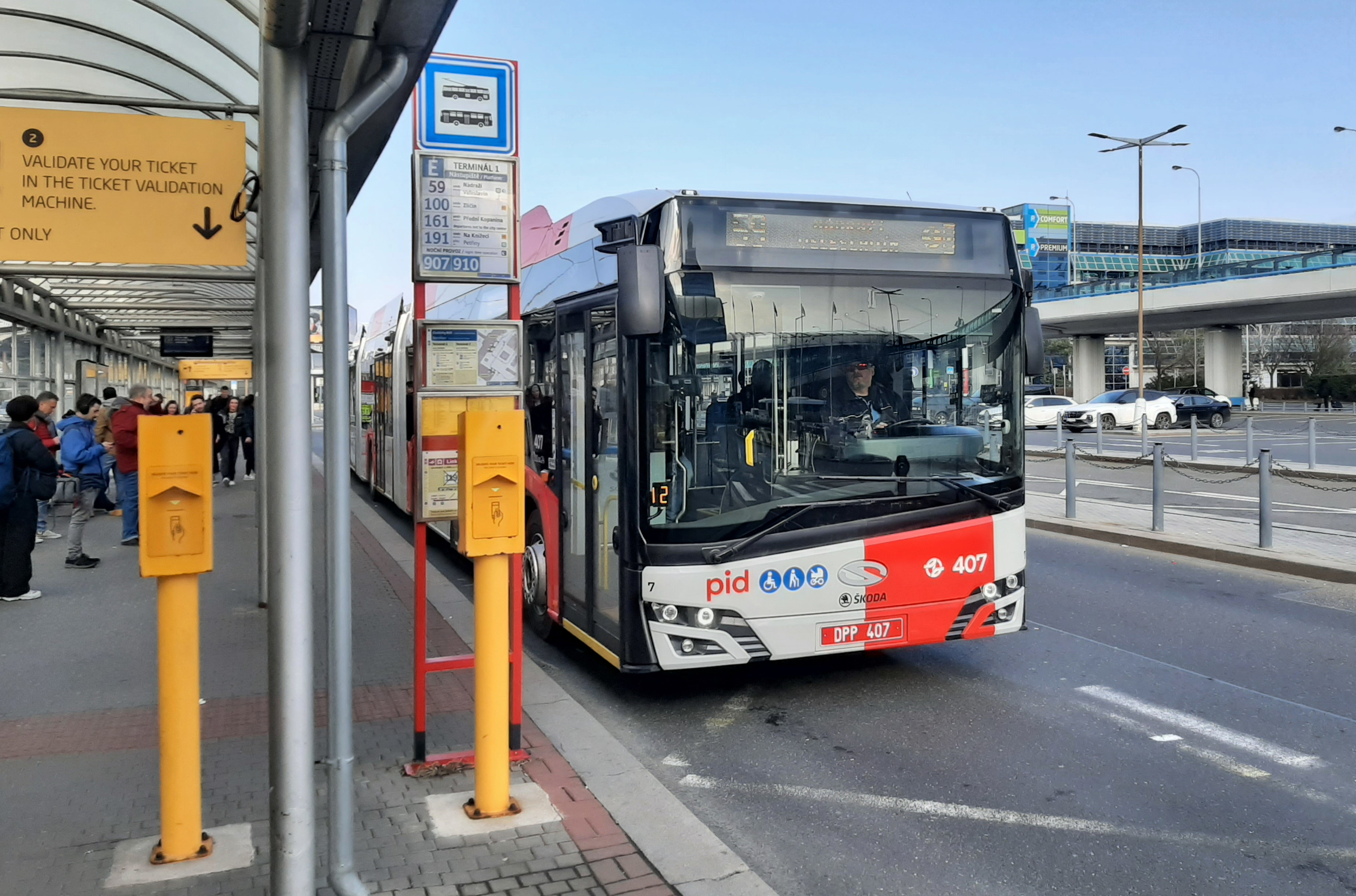
Obus des Typs Solaris Trollino 24 am ersten Betriebstag der Linie 59 am 6. März 2024 am Terminal 1 des Václav-Havel-Flughafens